# زينيو
زينيو (بالبرتغالية: Zinho‏) (بالبرتغالية:Crizam César de Oliveira Filho) هو  كريزام سيزار فيليو دي أوليفيرا  ، ولد في 17 يونيو 1967 في نوفا إيغواكو ، ريو دي جانيرو ، البرازيل، لاعب كرة قدم برازيلي سابق، شارك مع منتخب بلاده في 1994 .

## روابط خارجية
- زينهو على موقع الاتحاد الدولي (مؤرشف)  (الإنجليزية)
- زينهو على موقع الاتحاد الأوربي (الإنجليزية)
- زينهو على موقع رابطة كرة القدم اليابانية للمحترفين (اليابانية)
- زينهو على موقع قاعدة بيانات كرة القدم.إي يو (الإنجليزية)
- زينهو على موقع ناشيونال فوتبول تيمز (الإنجليزية)
- زينهو على موقع Soccerway.com (الإنجليزية)
- زينهو على موقع عالم كرة القدم.نت (الإنجليزية)
- زينهو على موقع كووورة